# Cannabiosis

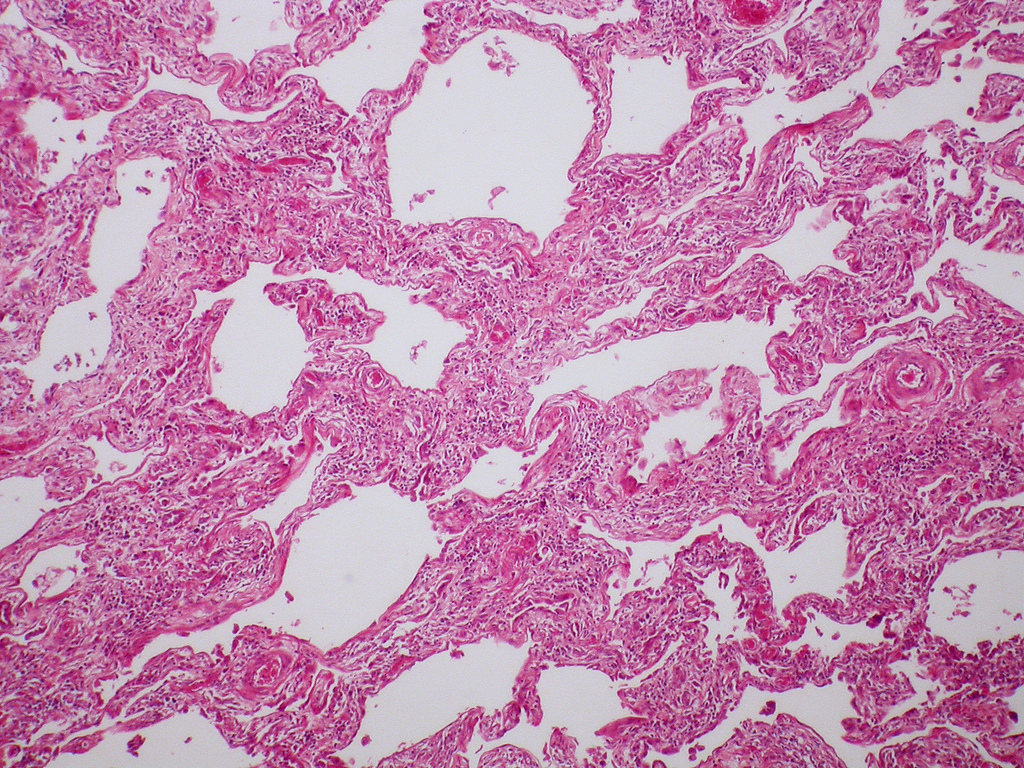
Tejido pulmonar con fibrosis

La cannabiosis es una enfermedad pulmonar producida por la inhalación de polvo de cáñamo. También se le conoce con el nombre de Cannabosis y Enfermedad por polvo de cáñamo. 
Es una enfermedad relacionada con el trabajo ya que se han detectado casos de cannabiosis en aquellos sujetos que están en contacto con el polvo de cáñamo en el ambiente laboral, de tal forma que las partículas liberadas llegan al tracto respiratorio del individuo por inhalación. El riesgo de sufrir episodios en el tracto respiratorio dependerá de la intensidad y del tiempo de exposición. Los síntomas pueden aparecer a las pocas horas de estar expuestos al polvo y desaparecer poco tiempo después, o también pueden aparecer síntomas tras años de exposición y desaparecer una vez que el trabajador se retira de ella.

## Fisiopatología
La Cannabiosis se ha relacionado con una respuesta alérgica de naturaleza respiratoria denominada neumonitis por hipersensibilidad (NH). Se trata de una reacción inflamatoria pulmonar tras exposición a una sustancia antigénica, provocando una afectación difusa de los espacios alveolo-intersticiales y bronquiolos terminales. Su mecanismo de acción se basa en el daño que provoca el polvo tras instalarse en las paredes bronquiales, liberándose histamina y serotonina.

## Formas clínicas
El curso clínico puede manifestarse de forma aguda, subaguda, en función de la intensidad de exposición. Las exposiciones mantenidas dan lugar a la forma crónica con evolución a la fibrosis pulmonar. La función pulmonar disminuye tras unas horas de exposición en el trabajo y mejor  tras finalizar la jornada laboral. Es una enfermedad progresiva en la que si hay una exposición continuada durante muchos años, puede incluso provocar la muerte por fracaso en el ventrículo derecho.

### Síntomas y signos

#### • Forma aguda
Aparición de fatiga, malestar general, astenia, tos, fiebre o disnea tras la exposición al antígeno. Además puede aparecer insuficiencia respiratoria. Estos síntomas remiten una vez finalizada la exposición. 

#### • Forma subaguda
La exposición al antígeno en este caso es de menor intensidad pero se prolonga en el tiempo, durante semanas o incluso meses.  Se caracteriza por la presencia de disnea, fatiga, tos con expectoración mucosa, anorexia, pérdida de peso y febrícula.

#### • Forma crónica
Exposición continua en el tiempo pero de baja intensidad. Evoluciona hacia insuficiencia respiratoria crónica hipoxémica, fibrosis pulmonar, hipertensión pulmonar, dificultad para la realización de cualquier esfuerzo  y cor pulmonar.

## Medidas preventivas[4]
1. Control del polvo.
2. Utilización de mascarillas de protección.
3. Técnicas de ventilación y mecanización de procesos de elaboración.
4. Exámenes médicos anuales y pruebas de capacidad respiratoria.